# Pehuajó
Pehuajó – miasto w Argentynie, położone w zachodniej części prowincji Buenos Aires.

## Opis
Miejscowość została założona 3 lipca 1883 roku. W mieście jest węzeł drogowy-RN5 i RN226 i węzeł kolejowy. 